# Гимбуц
Гимбуц (рум. Gâmbuț) — село у повіті Муреш в Румунії. Входить до складу комуни Бікіш.
Село розташоване на відстані 265 км на північний захід від Бухареста, 43 км на південний захід від Тиргу-Муреша, 59 км на південний схід від Клуж-Напоки, 142 км на північний захід від Брашова.

## Населення
За даними перепису населення 2002 року у селі проживали 187 осіб, з них 183 особи (97,9%) румунів. Рідною мовою 183 особи (97,9%) назвали румунську.